# Cazul nominativ
În gramatica unor limbi flexionare și aglutinante, nominativul (cf. termenul latinesc nominativus, de la verbul nominare „a numi”) este un caz, cel în care stă în principal substantivul sau pronumele în funcția de subiect al propoziției gramaticale, și în care stau, prin acord, determinanții acestuia. Forma de nominativ este de regulă considerată cea de bază a cuvintelor părți de vorbire nominale (substantiv, determinanți abstracți, adjectiv, pronume), forma la care sunt în dicționare în calitate de cuvinte-titlu, și cea care figurează pe locul întâi în paradigma lor de declinare.
Sunt limbi flexionare cărora le lipsește declinarea sau păstrează numai urme ale ei. În gramaticile acestora nu este vorba de declinare și de cazuri, prin urmare nici de cazul nominativ. Astfel sunt, de pildă, limbile romanice, în afara românei, sau limba engleză.

## Forma de nominativ

### Substantive și adjective
În limbile cu declinare, fie flexionare sau aglutinante, toate cazurile sunt, în general, exprimate prin desinențe. Nominativul se caracterizează prin faptul că în unele limbi nu are desinență, cel puțin în ceea ce privește unele categorii de cuvinte. În această situație, în unele gramatici se vorbește de desinență ∅ (zero). O limbă în care toate cuvintele părți de vorbire nominale au desinența ∅ la nominativ este maghiara: ex. osztály „clasă”, fiúk „băieți”.
În limba română, desinență ∅, tipică la nominativ, au cuvintele nominale de genul masculin și de genul neutru terminate în consoană, la numărul singular [ex. prieten (masc.), tren (neutru)]. Altă desinență de masculin și neutru singular este -u (codru, tablou). La feminin singular este tipică desinența -ă (frumoasă), la masculin plural -i (prieteni), la neutru plural -uri (trenuri), la feminin plural -e (frumoase).
În limbile din diasistemul slav de centru-sud (bosniacă, croată, muntenegreană, sârbă, pe scurt BCMS), tipice pentru nominativ singular sunt desinențele ∅ la masculin (ex. pjevač „cântăreț”), -a la feminin (žena „femeie”), -o și -e la neutru (kolo „roată”, viječe „consiliu”). La plural sunt tipice desinențele -i la masculin (pjevači), -e la feminin (žene), -a la neutru (kola, viječa). O categorie de adjective, cele de formă lungă, numită și definită, au la masculin desinența -i, atât la singular, cât și la plural: lijepi „frumos, -și”.

### Pronume
Unele pronume, în română cele demonstrative, de exemplu, se declină ca substantivele și adjectivele, altele, de pildă cele personale, în toate limbile menționate mai sus, au la nominativ forme cu totul diferite de cele de la celelalte cazuri. Exemple:
ro  eu, mie (îmi) etc.;
hu  én „eu”, nekem „mie (îmi)” etc.;
cnr  ja „eu”, meni (mi) „mie (îmi)” etc.
În unele limbi care au pierdut declinarea, s-au păstrat totuși vestigii ale acesteia la pronumele personal. Exemple:
fr  je „eu”, me „îmi, mă”;
en  I „eu”, me „îmi, mă”.

## Funcțiile cazului nominativ
Cazul nominativ este în primul rând cel al subiectului propoziției, precum și al determinanților săi abstracți și al atributului său adjectival. Exemple:
ro  Copilul este curat;
hu  Ki kopog? „Cine bate la ușă?”;
cnr  Naši planovi nijesu se ostvarili „Planurile noastre nu s-au realizat”.
În afara subiectului, și alte părți de propoziție pot fi la nominativ. În română, atributul substantival apoziție este la cazul nominativ, indiferent de cazul cuvântului pe care îl determină: Moș Vasile era un cărpănos […], Dar asta nu mă privește pe mine, băiat din Humulești (Ion Creangă).
În maghiară, apoziția se acordă cu cuvântul determinat, deci este la nominativ numai dacă este a subiectului: Marika, a barátnőm, meglátogatott „Marika, prietena mea, mi-a făcut o vizită”. În BCMS, regula este aceeași: I grad Berane ima svojih problema „Și orașul Berane are problemele sale”.
Altă parte de propoziție care poate fi la nominativ este numele predicativ:
ro  Liana este profesoară;
hu  Ti okosak vagytok „Voi sunteți inteligenți”.
cnr  On je dobar čovjek „El e om bun”.
În celelalte gramatici decât cele românești menționate aici, în construcțiile cu cuvintele corespunzătoare prepoziției ca + substantiv, acesta este tot la nominativ:
cnr  Gladan je kao vuk „Este flămând ca un lup”;
hu  Úgy feküdt, mint egy halott „Zăcea ca un mort”, „[…] mint szövetségi kapitány utazott a csapattal” „[…] a călătorit cu echipa ca/în calitate de antrenor federal”
În maghiară, în unele complemente cu postpoziții, substantivul este tot la nominativ: Betegség miatt zárva „Închis din cauză de boală”.
În română, tot la nominativ poate fi elementul predicativ suplimentar: Copiii aleargă voioși, Îi zic Sandu.
Forma de nominativ este proprie și substantivelor și pronumelor fără funcție sintactică. Acestea pot fi integrate într-o propoziție analizabilă, în limbile care nu cunosc cazul vocativ, de exemplu maghiara, corespunzător cuvintelor la vocativ în alte limbi, precum româna sau BCMS, ex. hu  „Aludj el szépen, kis Balázs” „Adormi frumos, micuțule Balázs”. Asemenea cuvinte pot forma și propoziții nealanalizabile, singure sau cu părți de propoziție subordonate lor: hu  Segítség! „Ajutor!”, Kati!, Édes szép hitvesem! „Dulcea și frumoasa mea soție!”
Forma de nominativ este foarte frecventă și în afara oricărei propoziții, în tot felul de denumiri: inscripții, titluri, nume etc. Exemple:
cnr  bijelo vino „vin alb”, Sveti Petar „Sfântul Petru”, Hotel „Bijela ruža“ „Hotelul «Trandafirul alb»”, Jadransko more „Marea Adriatică”, Sjedinjene Američke Države „Statele Unite ale Americii”;
hu  Hamlet, Antikvárium „Anticariat”, Női és férfi cipők „Încălțăminte pentru femei și bărbați”.